# Class 45
Class 45 van British Rail (BR), ook bekend als Sulzer Type 4, is een reeks diesellocomotieven die tussen 1960 en 1962 is gebouwd door de werkplaatsen van British Rail in Derby en Crewe. Net als de vrijwel identieke reeksen Class 44 en Class 46 werden ze bekend als Peaks. 

## Technische details

### Motor
De motor van de Class 45 was een scheepsdiesel van Sulzer, type 12LDA28B, met een boring van 28 cm, vandaar de 28 in de naam, en een slag van 360 mm. Zodoende was er sprake van een cilinderinhoud van 22 liter, derhalve 264 liter totaal. Voorzien van  turbocharger en intercooler werd een vermogen van 1900 kW bij een toerental van 750 gerealiseerd. De motor was gebouwd als U-motormet twee keer zes cilinders met een gemeenschappelijke aandrijfas. De zes cilinder versie van deze motor werd onder andere geplaatst in de Class 25, terwijl de acht cilinder versie werd toegepast in de Class 33. De Class 45 was de verbeterde versie van de Class 44 die dezelfde motor zonder intercooling had met een vermogen van 1715 kW en de type aanduiding 12LDA28A. De latere Class 47 kreeg een aangepaste versie van de motor onder de type aanduiding 12LDA28C.

### Treinverwarming
De locomotieven werden afgeleverd met treinschakeling en een aansluiting voor stoomverwarming van de rijtuigen. Aan het begin van de jaren 70 van de 20e eeuw werden 50 locomotieven omgebouwd van stoomverwarming naar een elektrische voeding voor de rijtuigen. Deze omgebouwde locomotieven kregen bij de omnummering naar het TOPS de nummers 45 101 t/m 45 150, terwijl de overige locomotieven de nummers 45 001 t/m 45 077 kregen. De omgebouwde exemplaren werden ingezet op de Midland Main Line tussen London St Pancras en Nottingham, Derby en Sheffield.

### Electrische systemen
In afwijking van de meeste diesellocomotieven van British Railways uit die tijd heeft de Class 45 een spanning van 220 volt in plaats van 110 volt voor de acculader en hulpsystemen aan boord.

## Geschiedenis
De Class 45 werd vanaf 1962 de voornaamste trekkracht op de Midland Main Line en de introductie betekende een versnelling van de dienst ten opzichte van de vroegere stoomtreinen. In 1974 waren de locomotieven verdeeld over drie depots; Cricklewood (11), Holbeck (39) en Toton (77). De reeks bleef dit tot 1982 toen ze in de reizigersdienst vervangen werd door de HST en vervolgens werden ingezet in minder prominente diensten. Vanaf begin jaren 80 van de twintigste eeuw tot ongeveer 1988 werd de reeks ingezet op de North Trans-Pennine line tussen Liverpool Lime Street en York, Scarborough of Newcastle via Manchester Victoria, Huddersfield en Leeds. Deze treinen waren meestal samengesteld uit tot zeven Mark 2 rijtuigen. Vanaf 1986 werd de reeks uitgerangeerd hetgeen in 1989 was voltooid.

## Ongevallen en voorvallen
- 6 december 1963: De D94 met een goederentrein reed voorbij ten minste twee rode seinen en botste met een andere goederentrein die groen licht had voor het kruisen van de lijn bij station Stanton Gate. De voorzijde van de D94 werd vrijwel geheel vernield met de dood van de machinist en de bijrijder tot gevolg. [6][7][8]
- 26 augustus 1976: De 45 149 ontspoorde met een kolentrein aan de haak bij Winchcombe als gevolg ongebruikelijke activiteiten op de lijn.
- 16 januari 1982: De 45 074 trok een goederentrein die ontspoorde bij Chinley, Derbyshire.[9]
- 4 december 1984: De 45 147 werd zwaar beschadigd bij het treinongeluk te Eccles in 1984. De locomotief werd afgevoerd naar Patricroft waar ze in maart 1985 werd gesloopt.
- 9 maart 1986: De 45 014 The Cheshire Regiment was een van de twee losse locomotieven die in Chinley werden aangereden door een reizigerstrein als gevolg van een fout van een seinwachter, hierbij kwam een persoon om het leven. Onder meer een gebrekkige training en een stroomstoring werden als oorzaken vastgesteld.[10] De locomotief werd vervolgens uitgerangeerd en gesloopt.[11]
- 24 april 1988: De 45 041 ontspoorde op een wisselstraat te Edale, Derbyshire.[12]

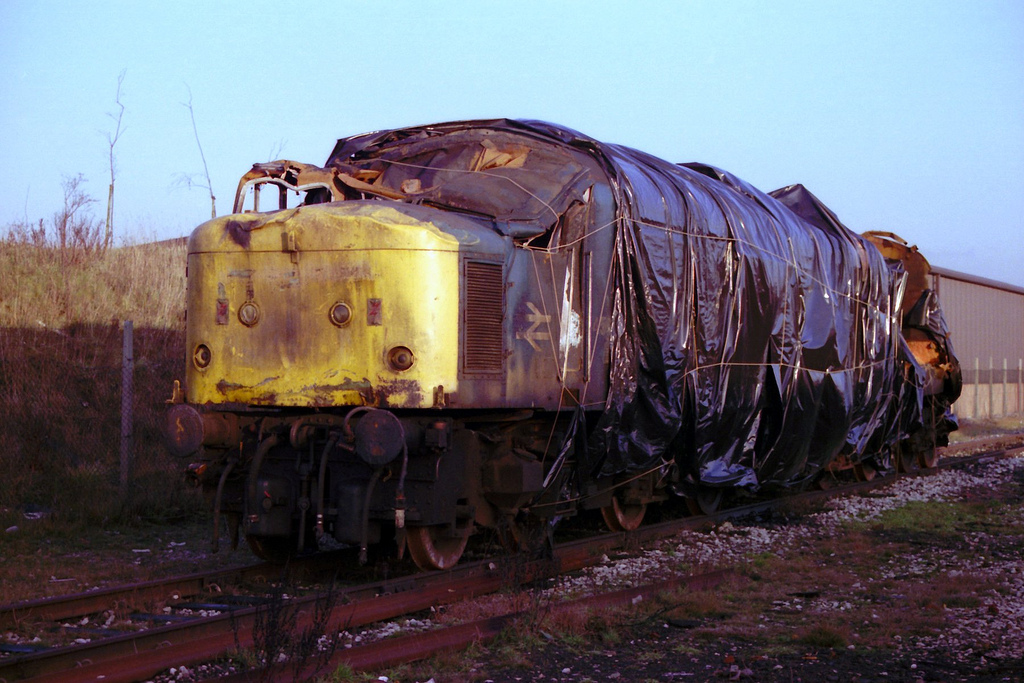
De 45147 in Patricroft na het ongeval in Eccles
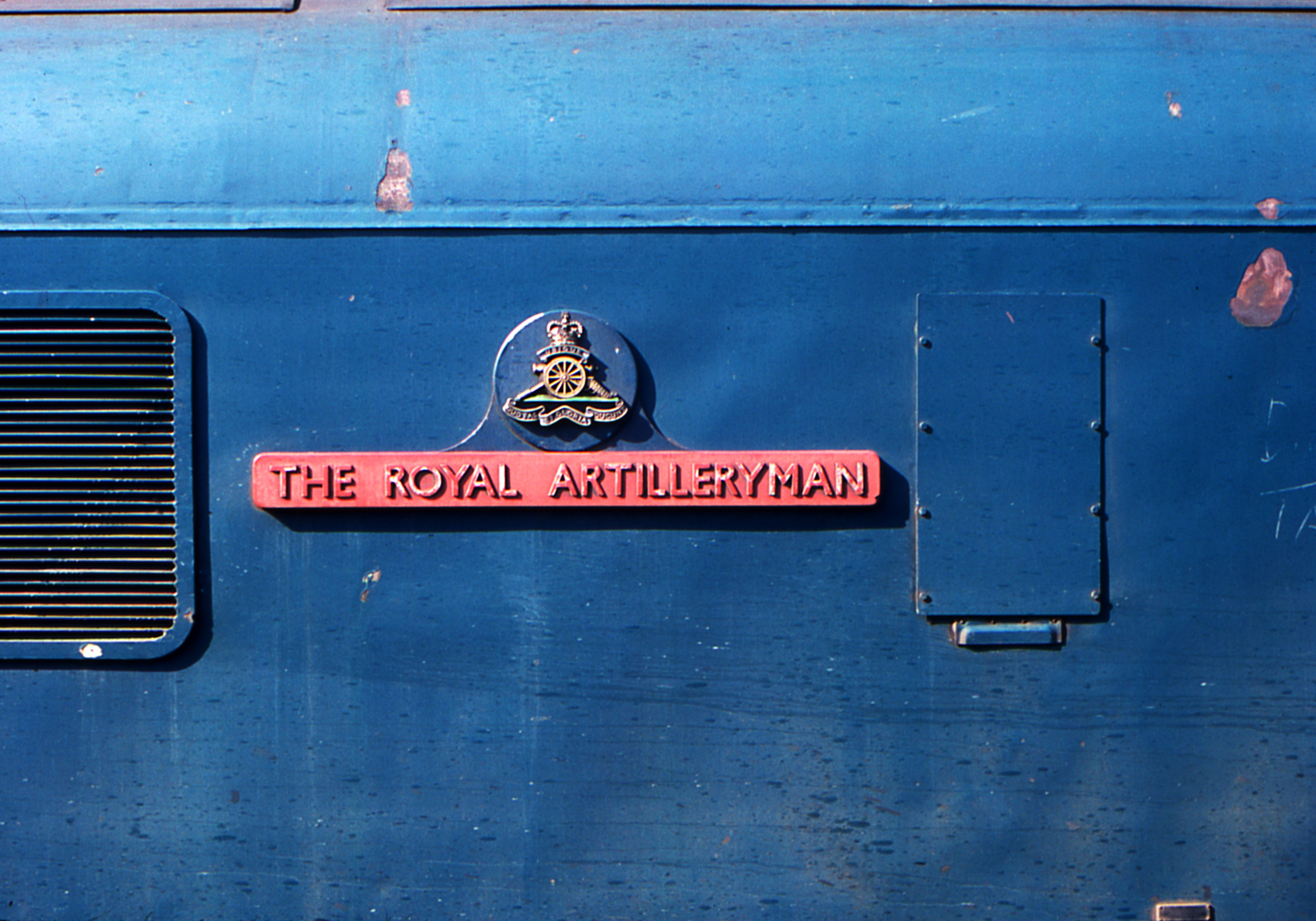
Het naambord van de 45118
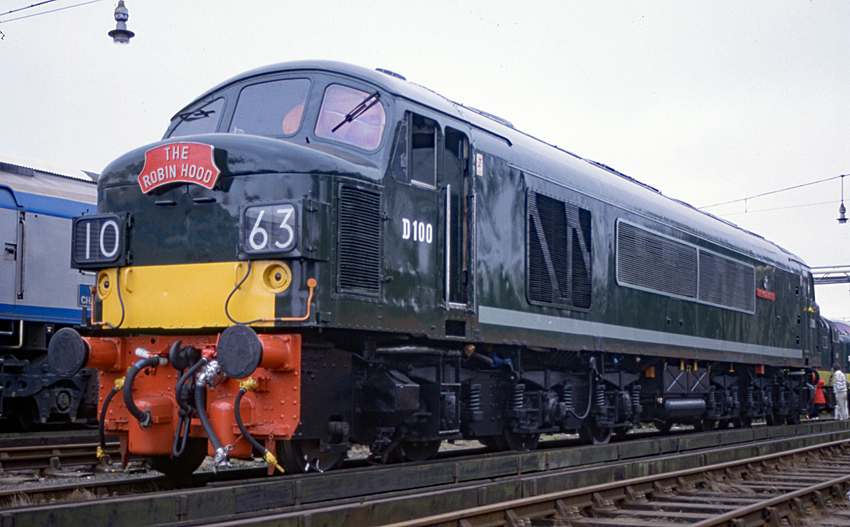
D100 Sherwood Forester tijdens de open dag te Bournemouth in 1992

## Locomotievenpark

### Namen
Van de Class 45 werden er officieel 26 genoemd naar regimenten van het leger en de mariniers, daarnaast kregen onofficieel meerdere locomotieven ook een naam.

### Overzicht
| Bedrijfsnummers | Bedrijfsnummers | Naam                                                                       | Uitgerangeerd | Afvoer                                                                                      |
| 1957            | TOPS            | Naam                                                                       | Uitgerangeerd | Afvoer                                                                                      |
| --------------- | --------------- | -------------------------------------------------------------------------- | --- | ------------------------------------------------------------------------------------------- |
| D11             | 45122           |                                                                            | 04/1987 | Gesloopt door MC Metals, Glasgow (02/1994)                                                  |
| D12             | 45011           |                                                                            | 05/1981 | Gesloopt door Derby Works (09/1981)                                                         |
| D13             | 45001           |                                                                            | 01/1986 | Gesloopt door Derby Works (11/1988)                                                         |
| D14             | 45015           |                                                                            | 03/1986 | In mei 2024 Nog in slechte staat op de Battlefield Line                                     |
| D15             | 45018           |                                                                            | 04/1981 | Gesloopt door Swindon Works (10/1982)                                                       |
| D16             | 45016           |                                                                            | 11/1985 | Gesloopt door Vic Berry, Leicester (12/1986)                                                |
| D17             | 45024           |                                                                            | 10/1980 as gevolg van brandschade | Gesloopt door Swindon Works (08/1983)                                                       |
| D18             | 45121           | Pegasus (onofficiële naam)                                                 | 19 november 1987 | Gesloopt door Thomas Hill te Crewe Works (09/1993)                                          |
| D19             | 45025           |                                                                            | 05/1981 | Gesloopt door Derby Works (11/1981)                                                         |
| D20             | 45013           | Wyvern (onofficiële naam)                                                  | 04/1987 | Gesloopt door MC Metals Glasgow (02/1994)                                                   |
| D21             | 45026           |                                                                            | 04/1986 | Gesloopt door MC Metals Glasgow (11/1988)                                                   |
| D22             | 45132           |                                                                            | 09:39 on 11 mei 1987 | Behouden bij de Epping Ongar Railway                                                        |
| D23             | 45017           |                                                                            | 08/1985 Training Loco ADB 968024 Toton September 1985-00.1988 | Gesloopt door MC Metals Glasgow (11/1991)                                                   |
| D24             | 45027           |                                                                            | 05/1981 | Gesloopt door Swindon Works (09/1983)                                                       |
| D25             | 45021           |                                                                            | 12/1980 | Gesloopt door Swindon Works (04/1983)                                                       |
| D26             | 45020           |                                                                            | 12/1985 | Gesloopt door Vic Berry Leicester (08/1988)                                                 |
| D27             | 45028           |                                                                            | 01/1981 | Gesloopt door Swindon Works (04/1983)                                                       |
| D28             | 45124           | Unicorn (onofficiële naam)                                                 | 12:34 op 22 januari 1988 als gevolg van brand n het draaistel in Leicester op 29 december 1987 | Gesloopt door MC Metals Glasgow (10/1991)                                                   |
| D29             | 45002           |                                                                            | 09/1984 | Gesloopt door MC Metals Glasgow (11/1988)                                                   |
| D30             | 45029           |                                                                            | 07/1987 terug als 97 410 in september 1987 uitgerangeerd in augustus 1988 | Gesloopt door MC Metals Glasgow (10/1991)                                                   |
| D31             | 45030           |                                                                            | 11/1980 | Gesloopt door Derby Works (03/1981)                                                         |
| D32             | 45126           |                                                                            | 27 april 1987 | Gesloopt door MC Metals Glasgow (04/1992)                                                   |
| D33             | 45019           |                                                                            | 09/1985 | Gesloopt door Vic Berry Leicester (01/1987)                                                 |
| D34             | 45119           |                                                                            | 7 mei 1987 | Gesloopt door MC Metals Glasgow (04/1994)                                                   |
| D35             | 45117           |                                                                            | 12 mei 1986 | Gesloopt door Vic Berry Leicester (02/1987)                                                 |
| D36             | 45031           |                                                                            | 05/1981 | Gesloopt door Derby Works (10/1981)                                                         |
| D37             | 45009           |                                                                            | 09/1986 | Gesloopt door Vic Berry Leicester (08/1988)                                                 |
| D38             | 45032           |                                                                            | 12/1980 | Gesloopt door Swindon Works (09/1983)                                                       |
| D39             | 45033           | Sirius (onofficiële naam)                                                  | 02/1988 | Gesloopt door MC Metals Glasgow (02/1992)                                                   |
| D40             | 45133           |                                                                            | 10 mei 1987 | Behouden bij de Midland Railway – Butterley eigendom van de Class 45/1 Preservation Society |
| D41             | 45147           |                                                                            | 4 januari 1985 als gevolg van de opgelopen schade bij het ongeluk in Salford op 4 december 1984 | Gesloopt door Patricroft by Vic Berry Leicester (03/1985)                                   |
| D42             | 45034           |                                                                            | 07/1987 terug in september 1987 als 97411 uitgerangeerd juli 1988 | Gesloopt door MC Metals Glasgow (05/1992)                                                   |
| D43             | 45107           | Phoenix (onofficiële naam)                                                 | 15:19 op 27 juli 1988 | Gesloopt door MC Metals Glasgow (03/1990)                                                   |
| D44             | 45035           |                                                                            | 05/1981 | Gesloopt door Derby Works (11/1981)                                                         |
| D45             | 45036           |                                                                            | 05/1986 | Gesloopt door Vic Berry Leicester (08/1988)                                                 |
| D46             | 45037           | Eclipse (onofficiële naam)                                                 | 07/1988 | Gesloopt door MC Metals Glasgow (03/1992)                                                   |
| D47             | 45116           |                                                                            | 22 december 1986 | Gesloopt door Vic Berry Leicester (09/1988)                                                 |
| D48             | 45038           |                                                                            | 06/1985 | Gesloopt door Vic Berry Leicester (12/1986)                                                 |
| D49             | 45039           | The Manchester Regiment                                                    | 12/1980 | Gesloopt door Swindon Works (04/1983)                                                       |
| D50             | 45040           | The King's Shropshire Light Infantry                                       | 07/1987 terug als 97412 september 1987, uitgerangeerd augustus 1988 | Gesloopt door MC Metals Glasgow (10/1991)                                                   |
| D51             | 45102           |                                                                            | 9 september 1986 | Gesloopt door Vic Berry Leicester (10/1988)                                                 |
| D52             | 45123           | The Lancashire Fusilier                                                    | 22 juli 1986 | Gesloopt door Vic Berry Leicester (11/1988)                                                 |
| D53             | 45041           | Royal Tank Regiment                                                        | 8 juni 1988 | Behouden bij Midland Railway – Butterley eigendom van Peak Locomotive Company               |
| D54             | 45023           | The Royal Pioneer Corps                                                    | 09/1984 | Gesloopt door Vic Berry Leicester (10/1986)                                                 |
| D55             | 45144           | Royal Signals                                                              | 21 december 1987 | Gesloopt door Vic Berry Leicester (06/1988)                                                 |
| D56             | 45137           | Bedfordshire and Hertfordshire Regiment (T.A.)                             | 16 juni 1987 | Gesloopt door MC Metals Glasgow (03/1994)                                                   |
| D57             | 45042           |                                                                            | 04/1985 | Gesloopt door Vic Berry Leicester (11/1986)                                                 |
| D58             | 45043           | The King's Own Royal Border Regiment                                       | 09/1984 | Gesloopt door Vic Berry Leicester (01/1987)                                                 |
| D59             | 45104           | The Royal Warwickshire Fusilier                                            | 13 april 1988 | Gesloopt door MC Metals Glasgow (02/1992)                                                   |
| D60             | 45022           | Lytham St. Annes                                                           | 07/1987 terug september 1987 als 97409 uitgerangeerd juli 1988 | Gesloopt door MC Metals Glasgow (10/1991)                                                   |
| D61             | 45112           | The Royal Army Ordnance Corps                                              | 14:43 op 7 mei 1987 | Rijvaardig voor hoofdlijnen                                                                 |
| D62             | 45143           | 5th Royal Inniskilling Dragoon Guards                                      | 14:43 op 7 mei 1987 | Gesloopt door MC Metals Glasgow (03/1994)                                                   |
| D63             | 45044           | Royal Inniskilling Fusilier                                                | 06/1987 | Gesloopt door MC Metals Glasgow (11/1988)                                                   |
| D64             | 45045           | Coldstream Guardsman                                                       | 05/1983 als gevolg van de botsing te Saltley op 10 februari 1983 | Gesloopt door Vic Berry Leicester (10/1986)                                                 |
| D65             | 45111           | Grenadier Guardsman                                                        | 14:43 op 7 mei 1987 | Gesloopt door MC Metals Glasgow (04/1992)                                                   |
| D66             | 45146           |                                                                            | 7 april 1987 | Gesloopt door MC Metals Glasgow (03/1992)                                                   |
| D67             | 45118           | The Royal Artilleryman                                                     | 8 May 1987 | Behouden; opgeslagen te Loram Derby                                                         |
| D68             | 45046           | Royal Fusilier                                                             | 08/1988 | Gesloopt door MC Metals Glasgow (05/1992)                                                   |
| D69             | 45047           |                                                                            | 08/1980 | Gesloopt door Derby Works (02/1981)                                                         |
| D70             | 45048           | The Royal Marines                                                          | 06/1985 | Gesloopt door MC Metals Glasgow (11/1988)                                                   |
| D71             | 45049           | The Staffordshire Regiment (Prince of Wales's Own)                         | 10/1987 | Gesloopt door MC Metals Glasgow (11/1988)                                                   |
| D72             | 45050           |                                                                            | 09/1984 | Gesloopt door Vic Berry Leicester (03/1987)                                                 |
| D73             | 45110           | Medusa (onofficiële naam)                                                  | 15:19 on 27 juli 1988 | Gesloopt door MC Metals Glasgow (03/1990)                                                   |
| D74             | 45051           |                                                                            | 04/1987 | Gesloopt door MC Metals Glasgow (11/1988)                                                   |
| D75             | 45052           | Satan and Nimrod (onofficiële naams)                                       | 06/1988 | Gesloopt door MC Metals Glasgow (09/1991)                                                   |
| D76             | 45053           |                                                                            | 11/1983 | Gesloopt te Crewe Works door A Hampton (10/1988)                                            |
| D77             | 45004           | Royal Irish Fusilier                                                       | 12/1985 | Gesloopt door MC Metals Glasgow (11/1988)                                                   |
| D78             | 45150           | Vampire (onofficiële naam)                                                 | 10:40 op 4 februari 1988 | Gesloopt door MC Metals Glasgow (12/1991)                                                   |
| D79             | 45005           |                                                                            | 03/1986 | Gesloopt door Vic Berry Leicester (12/1988)                                                 |
| D80             | 45113           | Athene (onofficiële naam)                                                  | 2 augustus 1988 | Gesloopt door MC Metals Glasgow (03/1990)                                                   |
| D81             | 45115           |                                                                            | 13 juni 1988 | Gesloopt door MC Metals Glasgow (03/1990)                                                   |
| D82             | 45141           | Zephyr (onofficiële naam)                                                  | 4 augustus 1988 | Gesloopt door MC Metals Glasgow (03/1992)                                                   |
| D83             | 45142           |                                                                            | 19 juni 1987 | Gesloopt door MC Metals Glasgow (03/1994)                                                   |
| D84             | 45055           | Royal Corps of Transport                                                   | 04/1985 | Gesloopt door Vic Berry Leicester (11/1986)                                                 |
| D85             | 45109           |                                                                            | 27 januari 1986 | Gesloopt door Vic Berry Leicester (11/1986)                                                 |
| D86             | 45105           |                                                                            | 16:25 op 11 mei 1987 | Behouden bij Barrow Hill                                                                    |
| D87             | 45127           |                                                                            | 14:43 op 7 mei 1987 | Gesloopt in de werkplaats van Crewe door J&S Metals (03/1994)                               |
| D88             | 45136           |                                                                            | 14:43 op 7 mei 1987 | Gesloopt door MC Metals Glasgow (03/1992)                                                   |
| D89             | 45006           | Honourable Artillery Company                                               | 09/1986 | Gesloopt door Vic Berry Leicester (10/1988)                                                 |
| D90             | 45008           |                                                                            | 12/1980 | Gesloopt door Swindon Works (09/1983)                                                       |
| D91             | 45056           |                                                                            | 12/1985 | Gesloopt door Vic Berry Leicester (11/1986)                                                 |
| D92             | 45138           |                                                                            | 22 december 1986 | Gesloopt door MC Metals Glasgow (04/1994)                                                   |
| D93             | 45057           |                                                                            | 01/1985 | Gesloopt door Vic Berry Leicester (03/1987)                                                 |
| D94             | 45114           |                                                                            | 15:35 op 17 februari 1987 | Gesloopt door MC Metals Glasgow (02/1994)                                                   |
| D95             | 45054           |                                                                            | 01/1985 | Gesloopt door Toton MPD by Vic Berry (11/1985)                                              |
| D96             | 45101           |                                                                            | 13 november 1986 | Gesloopt door Vic Berry Leicester (10/1988)                                                 |
| D97             | 45058           |                                                                            | 09/1987 | Gesloopt door MC Metals Glasgow (03/1994)                                                   |
| D98             | 45059           | Royal Engineer                                                             | 03/1986 | Gesloopt door Vic Berry Leicester (11/1988)                                                 |
| D99             | 45135           | 3rd Carabinier                                                             | 9 maart 1987 | Behouden bij de East Lancashire Railway                                                     |
| D100            | 45060           | Sherwood Forester                                                          | 12/1985 | Behouden bij Barrow Hill                                                                    |
| D101            | 45061           |                                                                            | 08/1981 | Gesloopt door Swindon Works (04/1982)                                                       |
| D102            | 45140           | Mercury (onofficiële naam)                                                 | 11:47 op 29 maart 1988 | Gesloopt door MC Metals Glasgow (09/1991)                                                   |
| D103            | 45062           |                                                                            | 07/1987 laatste rit was HRT "Baker's Dozen" Railtour 27 juni 1987. Gestrand bij mijlpaal 10 op de WCML en weggesleept door 31305                                                                                       | Gesloopt door MC Metals Glasgow (03/1994)                                                   |
| D104            | 45063           |                                                                            | 05/1986 | Gesloopt door Vic Berry Leicester (11/1988)                                                 |
| D105            | 45064           |                                                                            | 01/1985 | Gesloopt door Vic Berry Leicester (11/1988)                                                 |
| D106            | 45106           | Vulcan (onofficiële naam)                                                  | 15:19 op 27 juli 1988, terug op 4 augustus 1988. Uitgerangeerd na een brand om 07:12 onderweg van Derby naar St Pancras op 3 februari 1989                                                                             | Gesloopt door CF Booth, Rotherham (04/1992)                                                 |
| D107            | 45120           |                                                                            | 24 maart 1987 | Gesloopt door MC Metals Glasgow (11/1991)                                                   |
| D108            | 45012           | Wyvern II (onofficiële naam)                                               | 07/1988 | Gesloopt door MC Metals Glasgow (03/1992)                                                   |
| D109            | 45139           |                                                                            | 27 april 1987 | Gesloopt door MC Metals Glasgow (03/1994)                                                   |
| D110            | 45065           |                                                                            | 03/1985 | Gesloopt door Vic Berry Leicester (12/1988)                                                 |
| D111            | 45129           |                                                                            | 11 juni 1987 | Gesloopt door Vic Berry Leicester (12/1988)                                                 |
| D112            | 45010           |                                                                            | 03/1985 | Gesloopt door MC Metals Glasgow (11/1988)                                                   |
| D113            | 45128           | Centaur (onofficiële naam)                                                 | 2 augustus 1988. Terug in 02/1989 maar niet gebruikt na belastingsproef en uitgerangeerd in april 1989. De locomotief kwam terug in dienst als vervanger van de uitgebrande 45106 die was geboekt voor twee railtours. | Gesloopt door MC Metals Glasgow (03/1992)                                                   |
| D114            | 45066           | Amethyst (onofficiële naam)                                                | 07/1987. Terug in september 1987 als 97413, uitgerangeerd op 26 juli 1988 | Gesloopt door MC Metals Glasgow (10/1991)                                                   |
| D115            | 45067           |                                                                            | 07/1977 na een botsing te Ilkeston 8 juli 1977 11:50 Glasgow-Nottingham | Gesloopt door Derby Works (06/1980)                                                         |
| D116            | 45103           | Griffon (onofficiële naam)                                                 | 2 augustus 1988 | Gesloopt door MC Metals Glasgow (03/1990)                                                   |
| D117            | 45130           |                                                                            | 10 mei 1987 | Gesloopt door MC Metals Glasgow (03/1992)                                                   |
| D118            | 45068           |                                                                            | 01/1986 | Gesloopt te Allerton TMD door Vic Berry (04/1986)                                           |
| D119            | 45007           | Taliesin (onofficiële naam)                                                | 07/1988 | Gesloopt door MC Metals Glasgow (03/1992)                                                   |
| D120            | 45108           |                                                                            | 11:27 op 4 augustus 1987 | Behouden bij de Midland Railway – Butterley eigendom van Peak Locomotive Company            |
| D121            | 45069           |                                                                            | 07/1986 | Gesloopt door Vic Berry Leicester (10/1988)                                                 |
| D122            | 45070           |                                                                            | 01/1987 | Gesloopt door MC Metals Glasgow (11/1988)                                                   |
| D123            | 45125           | Leicestershire & Derbyshire Yeomanry (naam is pas gebruikt tijdens behoud) | 14:43 on 7 mei 1987. Gered van MC Metals eind jaren 80, begin jaren 90 | Behouden bij Great Central Railway                                                          |
| D124            | 45131           |                                                                            | 16:00 op 3 september 1986 | Gesloopt door Vic Berry Leicester (11/1988)                                                 |
| D125            | 45071           |                                                                            | 07/1981 | Gesloopt door Swindon Works (07/1983)                                                       |
| D126            | 45134           | Neptune (onofficiële naam)                                                 | 12:16 op 17 september 1987 | Gesloopt door MC Metals Glasgow (11/1991)                                                   |
| D127            | 45072           |                                                                            | 04/1985 | Gesloopt door Vic Berry Leicester (11/1986)                                                 |
| D128            | 45145           | Scylla (onofficiële naam)                                                  | 9 September 1987. Terug op 19 oktober 1987, definitief uitgerangeerd om 11:11 op 23 februari 1988 | Gesloopt door MC Metals Glasgow (12/1991)                                                   |
| D129            | 45073           |                                                                            | 10/1981 | Gesloopt door Derby Works (11/1982)                                                         |
| D130            | 45148           |                                                                            | 11:43 op 11 februari 1987 | Gesloopt door MC Metals Glasgow (04/1992)                                                   |
| D131            | 45074           |                                                                            | 09/1985 | Gesloopt door Vic Berry Leicester (10/1988)                                                 |
| D132            | 45075           |                                                                            | 01/1985 | Gesloopt door Vic Berry Leicester (03/1987)                                                 |
| D133            | 45003           |                                                                            | 12/1985 | Gesloopt door Vic Berry Leicester (04/1987)                                                 |
| D134            | 45076           |                                                                            | 11/1986 | Gesloopt door MC Metals Glasgow (03/1994)                                                   |
| D135            | 45149           | Phaeton (onofficiële naam)                                                 | 16:00 op 14 september 1987 | Behouden bij Gloucestershire Warwickshire Railway                                           |
| D136            | 45077           |                                                                            | 08/1986 | Gesloopt door MC Metals Glasgow (09/1988)                                                   |
| D137            | 45014           | The Cheshire Regiment                                                      | 03/1986 botsing met 31 436 te Chinley op 9 maart 1986 | Gesloopt door Ashburys by Vic Berry (08/1986)                                               |

## Erfgoed
Elf locomotieven, zowel oorspronkelijke als omgebouwde, zijn behouden als erfgoed. De meerderheid is gebouwd door de werkplaats in Crewe maar twee exemplaren waaronder de plukloc zijn gebouwd door de werkplaats in Derby.
- 45041 – Rijvaardig op de Nene Valley Railway[16]
- 45060 – Motor wordt gereviseerd te Barrow Hill Engine Shed
- 45105 – Wordt gerestaureerd te Barrow Hill Engine Shed
- 45108 – Rijvaardig uitgeleend aan de East Lancashire Railway
- 45112 – Opgeslagen bij Nemesis Rail, Burton upon Trent
- 45118 – Wordt gereviseerd te Crewe Diesel TMD
- 45125 – Rijvaardig op de Great Central Railway
- 45132 – Wordt gereviseerd door de Epping Ongar Railway[17]
- 45133 – Wordt gereviseerd door de Midland Railway – Butterley
- 45135 – Wordt hersteld door de East Lancashire Railway
- 45149 – Rijvaardig op de Gloucestershire Warwickshire Railway

Als twaalfde werd ook de 45015 aan het erfgoed toegevoegd maar niet meer gerestaureerd. Ze werd in maart 1986 uitgerangeerd met een beschadigde tractiemotor en er kwam geen toestemming voor herstel. De 45015 is gebruikt als plukloc om met de onderdelen andere class 45 rijvaardig te houden. De loc stond ten minste tot 1999 in haar thuisbasis, de werkplaats van Toton. De locomotief werd in 2002 overgebracht naar Shackerstone aan de Battlefield Line Railway met nog steeds als doel de locomotief de restaureren naar hoofdlijn normen ondanks dat er nog geen vervangende motor was gevonden. In 2010 liet de gastspoorlijn weten dat de nog altijd niet gerestaureerde 45015 naar een andere locatie moest. Toen er geen koper werd gevonden is de locomotief gesloopt.